# Temporada 2018-19 del Campionat Mundial de Resistència de la FIA
La temporada 2018-19 del Campionat Mundial de Resistència de la FIA és la setena temporada del Campionat Mundial de Resistència FIA, un campionat d'automobilisme organitzat conjuntament per la Fédération Internationale de l'Automobile (FIA) i l'Automobile Club de l'Ouest (ACO). El campionat està obert als prototips de Le Mans i als grans automòbils de carrer, dividits en quatre categories. Aquesta temporada marca el primer pas d'un horari d'hivern per al campionat, amb la temporada que comença al Circuit de Spa-Francorchamps el maig de 2018 i que conclou a les 24 hores de Le Mans el juny de 2019. Els títols mundials del campionat es lliuraran al líder de fabricants i pilots tant en prototips com en grans turismes.

## Calendari
| Ronda | Cursa                        | Circuit                      | Lloc                    | Data                   |
| ----- | ---------------------------- | ---------------------------- | ----------------------- | ---------------------- |
| 1     | 6 Hores de Spa-Francorchamps | Circuit de Spa-Francorchamps | Spa, Bèlgica            | 5 de maig de 2018      |
| 2     | 24 Hores de Le Mans          | Circuit de la Sarthe         | Le Mans, França         | 16–17 de juny de 2018  |
| 3     | 6 Hores de Silverstone       | Circuit de Silverstone       | Silverstone, Regne Unit | 19 d'agost de 2018     |
| 4     | 6 Hores de Fuji              | Fuji Speedway                | Oyama, Japó             | 14 d'octubre de 2018   |
| 5     | 6 Hores de Shanghai          | Circuit de Shanghai          | Xangai, Xina            | 18 de novembre de 2018 |
| 6     | 1000 Milles de Sebring       | Circuit de Sebring           | Sebring, Estats Units   | 15 de març de 2019     |
| 7     | 6 Hores de Spa-Francorchamps | Circuit de Spa-Francorchamps | Spa, Bèlgica            | 4 de maig de 2019      |
| 8     | 24 Hores de Le Mans          | Circuit de la Sarthe         | Le Mans, França         | 15–16 de juny de 2019  |

## Equips i pilots

### LMP1
| Equip                | Cotxe                     | Motor                                                    | Híbrid | Pneumàtic | No. | Pilots               | Rondes |
| -------------------- | ------------------------- | -------------------------------------------------------- | ------ | --------- | --- | -------------------- | ------ |
| Rebellion Racing     | Rebellion R13RebellionR13 | Gibson GL458 4.5 L V8                                    | No     | M         | 1   | André Lotterer       | 1–3    |
| Rebellion Racing     | Rebellion R13RebellionR13 | Gibson GL458 4.5 L V8                                    | No     | M         | 1   | Neel Jani            | 1–3    |
| Rebellion Racing     | Rebellion R13RebellionR13 | Gibson GL458 4.5 L V8                                    | No     | M         | 1   | Bruno Senna          | 1–3    |
| Rebellion Racing     | Rebellion R13RebellionR13 | Gibson GL458 4.5 L V8                                    | No     | M         | 3   | Thomas Laurent       | 1–3    |
| Rebellion Racing     | Rebellion R13RebellionR13 | Gibson GL458 4.5 L V8                                    | No     | M         | 3   | Mathias Beche        | 1–3    |
| Rebellion Racing     | Rebellion R13RebellionR13 | Gibson GL458 4.5 L V8                                    | No     | M         | 3   | Gustavo Menezes      | 1–3    |
| ByKolles Racing Team | ENSO CLM P1/01            | Nismo VRX30A 3.0 L Turbo V6                              | No     | M         | 4   | Oliver Webb          | 1–3    |
| ByKolles Racing Team | ENSO CLM P1/01            | Nismo VRX30A 3.0 L Turbo V6                              | No     | M         | 4   | Tom Dillmann         | 1–2    |
| ByKolles Racing Team | ENSO CLM P1/01            | Nismo VRX30A 3.0 L Turbo V6                              | No     | M         | 4   | Dominik Kraihamer    | 1–2    |
| ByKolles Racing Team | ENSO CLM P1/01            | Nismo VRX30A 3.0 L Turbo V6                              | No     | M         | 4   | René Binder          | 3      |
| CEFC TRSM Racing     | Ginetta G60-LT-P1         | Mecachrome V634P1 3.4 L Turbo V6 AER P60B 2.4 L Turbo V6 | No     | M         | 5   | Charlie Robertson    | 1–2    |
| CEFC TRSM Racing     | Ginetta G60-LT-P1         | Mecachrome V634P1 3.4 L Turbo V6 AER P60B 2.4 L Turbo V6 | No     | M         | 5   | Dean Stoneman        | 1      |
| CEFC TRSM Racing     | Ginetta G60-LT-P1         | Mecachrome V634P1 3.4 L Turbo V6 AER P60B 2.4 L Turbo V6 | No     | M         | 5   | Léo Roussel          | 2      |
| CEFC TRSM Racing     | Ginetta G60-LT-P1         | Mecachrome V634P1 3.4 L Turbo V6 AER P60B 2.4 L Turbo V6 | No     | M         | 5   | Michael Simpson      | 2      |
| CEFC TRSM Racing     | Ginetta G60-LT-P1         | Mecachrome V634P1 3.4 L Turbo V6 AER P60B 2.4 L Turbo V6 | No     | M         | 6   | Oliver Rowland       | 1–2    |
| CEFC TRSM Racing     | Ginetta G60-LT-P1         | Mecachrome V634P1 3.4 L Turbo V6 AER P60B 2.4 L Turbo V6 | No     | M         | 6   | Alex Brundle         | 1–2    |
| CEFC TRSM Racing     | Ginetta G60-LT-P1         | Mecachrome V634P1 3.4 L Turbo V6 AER P60B 2.4 L Turbo V6 | No     | M         | 6   | Oliver Turvey        | 1–2    |
| Toyota Gazoo Racing  | Toyota TS050 Hybrid       | Toyota 2.4 L Turbo V6                                    | Sí     | M         | 7   | Mike Conway          | 1–3    |
| Toyota Gazoo Racing  | Toyota TS050 Hybrid       | Toyota 2.4 L Turbo V6                                    | Sí     | M         | 7   | Kamui Kobayashi      | 1–3    |
| Toyota Gazoo Racing  | Toyota TS050 Hybrid       | Toyota 2.4 L Turbo V6                                    | Sí     | M         | 7   | José María López     | 1–3    |
| Toyota Gazoo Racing  | Toyota TS050 Hybrid       | Toyota 2.4 L Turbo V6                                    | Sí     | M         | 8   | Fernando Alonso      | 1–3    |
| Toyota Gazoo Racing  | Toyota TS050 Hybrid       | Toyota 2.4 L Turbo V6                                    | Sí     | M         | 8   | Sébastien Buemi      | 1–3    |
| Toyota Gazoo Racing  | Toyota TS050 Hybrid       | Toyota 2.4 L Turbo V6                                    | Sí     | M         | 8   | Kazuki Nakajima      | 1–3    |
| DragonSpeed          | BR Engineering BR1        | Gibson GL458 4.5 L V8                                    | No     | M         | 10  | Ben Hanley           | 1–3    |
| DragonSpeed          | BR Engineering BR1        | Gibson GL458 4.5 L V8                                    | No     | M         | 10  | Henrik Hedman        | 1–3    |
| DragonSpeed          | BR Engineering BR1        | Gibson GL458 4.5 L V8                                    | No     | M         | 10  | Pietro Fittipaldi    | 1      |
| DragonSpeed          | BR Engineering BR1        | Gibson GL458 4.5 L V8                                    | No     | M         | 10  | Renger van der Zande | 2–3    |
| SMP Racing           | BR Engineering BR1        | AER P60B 2.4 L Turbo V6                                  | No     | M         | 11  | Mikhail Aleshin      | 1–3    |
| SMP Racing           | BR Engineering BR1        | AER P60B 2.4 L Turbo V6                                  | No     | M         | 11  | Vitaly Petrov        | 1–3    |
| SMP Racing           | BR Engineering BR1        | AER P60B 2.4 L Turbo V6                                  | No     | M         | 11  | Jenson Button        | 2–3    |
| SMP Racing           | BR Engineering BR1        | AER P60B 2.4 L Turbo V6                                  | No     | M         | 17  | Stéphane Sarrazin    | 1–3    |
| SMP Racing           | BR Engineering BR1        | AER P60B 2.4 L Turbo V6                                  | No     | M         | 17  | Egor Orudzhev        | 1–3    |
| SMP Racing           | BR Engineering BR1        | AER P60B 2.4 L Turbo V6                                  | No     | M         | 17  | Matevos Isaakyan     | 1–2    |